# Tranvia Lana-Merano
La tranvia Lana-Merano era un impianto che collegava dal 1906 al 1950 il comune di Lana a quello di Merano.

## Storia

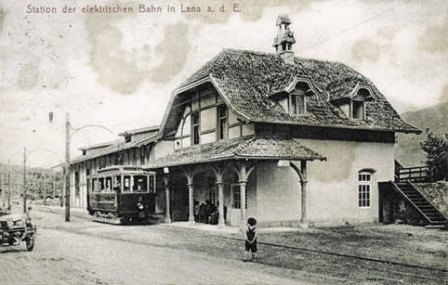
La stazione di Lana di Sopra

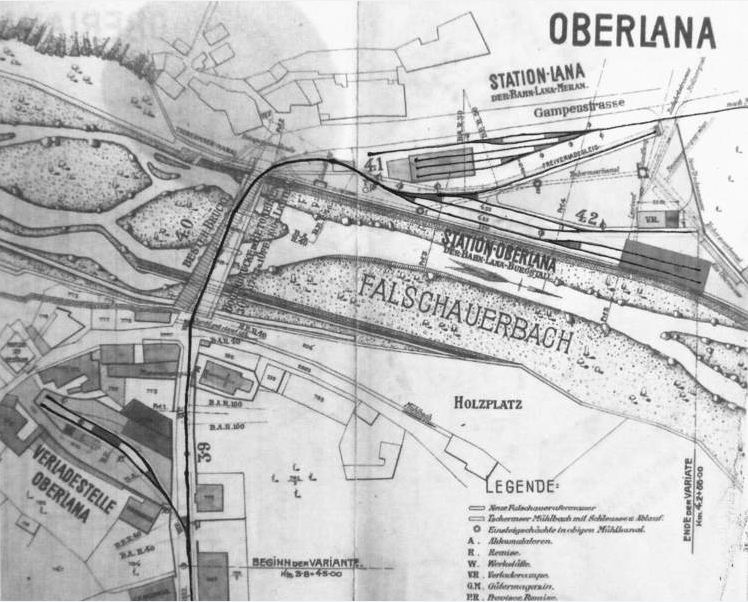
Lana di Sopra, schema degli impianti

All'inizio del XX secolo il comune di Lana non era comodamente collegato alla crescente rete ferroviaria. Esisteva la stazione di Lana-Postal sulla ferrovia Bolzano-Merano ma era distante dal paese. Si decise quindi di costruire una tranvia che collegasse il comune a Merano, località turistica allora già affermata. Il relativo atto di concessione fu accordato con protocollo R.G. BI n. 16 il 20 gennaio 1906; titolari della stessa risultavano i signori Jakob Köllensperger, Luis Zuegg, Marti Lösch e Franz Stauder. Lo Zuegg ottenne dunque un grosso cliente per la sua centrale idroelettrica costruita nella gola del Valsura nel 1903.
La linea fu inaugurata l'11 agosto dello stesso anno, e aperta al traffico il giorno successivo, mentre la formalizzazione dell'atto di fondazione della società di gestione fu perfezionata il 14 ottobre 1907, con la costituzione della Elektrische Bahn Lana-Meran (LMB), la cui denominazione italiana era Società per Azioni Ferrovia Elettrica Lana di Sopra-Merano.
Il traffico risultò fin dall'inizio sostenuto, registrando 38.000 passeggeri il primo mese di esercizio e una media di 50.000 al mese nel 1913. Nel 1921 la società di gestione rilevò l'esercizio della funivia San Vigilio, aumentando ulteriormente il numero dei passeggeri trasportati.
Le due guerre mondiali causarono relativamente pochi danni alla linea, ma il crescente traffico automobilistico ridusse man mano i passeggeri. Nel frattempo la società di gestione mutò il nome in Società Anonima Tranvia Lana-Merano, la cui sede era a Lana di Sopra.
L'8 maggio 1950 il servizio tranviario tra Lana e Merano terminò e i tram furono sostituiti da autobus.

## Caratteristiche
|  |  | Unused urban continuation backward |

|  |  | Unknown route-map component "uexCONTgq" | Unknown route-map component "uexTBHFx" | Unknown route-map component "uexCONTfq" |

|  |  | Unknown route-map component "uexhKRZWae" |

|  |  | Unknown route-map component "uexHST" |

|  |  | Unknown route-map component "uexHST" |

|  |  | Unknown route-map component "uexHST" |

|  |  | Unknown route-map component "uexHST" |

| Unknown route-map component "uexSTR+l" | Unknown route-map component "uexHSTq" | Unknown route-map component "uexSTRr" |

| Unknown route-map component "CONTgq" | Unknown route-map component "uxmKRZ" | Stop on transverse track | Unknown route-map component "CONTfq" |  |

| Unknown route-map component "uexhKRZWae" |

| Unknown route-map component "uexHST" |

| Unknown route-map component "uexHST" |

| Unknown route-map component "uexHST" |

| Unknown route-map component "uexHST" |

| Unknown route-map component "uexKBHFe" | Unknown route-map component "exKBHFa" |  |

|  |  | Unknown route-map component "exSTRl" | Unknown route-map component "exCONTfq" |  |

La lunghezza della linea era di 7,585 chilometri, dei quali 6.520 su sede stradale protetta e il resto in sede promiscua. Lo scartamento adottato era quello metrico.
La tranvia era alimentata con corrente continua a 600 Volt, aveva una pendenza massima del 40‰ e un raggio di curvatura minimo di 35 metri.
La velocità massima ammessa lungo la linea era di 28 km/h. Il servizio passeggeri si svolgeva tra le 6 e le 20; la frequenza delle corse era di trenta minuti. Il percorso veniva coperto dai mezzi in circa 28 minuti.

### Percorso
Da Lana a Maia Bassa la tranvia correva su una sede dedicata accanto alla strada per Merano utilizzando rotaie di tipo Vignoles da 17, kg/m, mentre nella restante parte del percorso e nel centro di Merano proseguiva in sede promiscua utilizzando rotaie di tipo Phoenix di vari tipi.
Il capolinea di Lana di Sopra sorgeva di fronte all'Hotel Teiss e da lì il binario risultava parallelo alla strada comunale. Nell'ordine venivano serviti i paesi di Cermes e Marlengo e altre località minori per un totale di nove fermate, per poi attraversare l'Adige a Maia Bassa grazie a un ponte in ferro e successivamente, servite ulteriori fermate, il Passirio. Il capolinea meranese era posto in piazza del Teatro, dov'era possibile l'interscambio con la linea per Foresta.
A Lana era localizzato il deposito-officina aziendale, dotato di tre binari, e dal 1913 era possibile l'interscambio con la ferrovia Lana di Sopra-Postal.

## Materiale rotabile

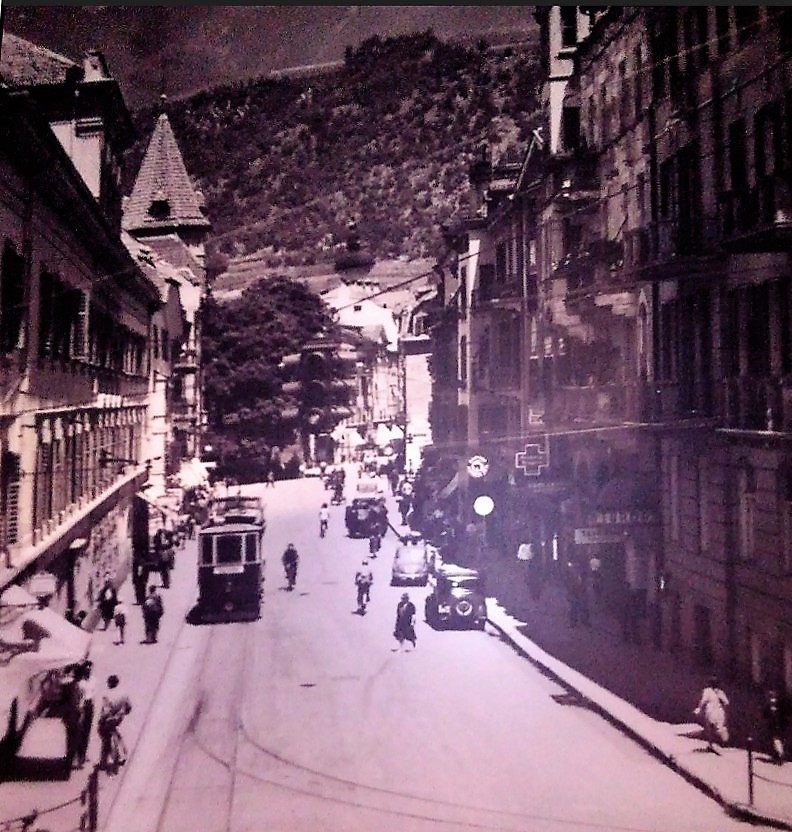
La tranvia a Merano

Il parco rotabile della tranvia era composto cinque elettromotrici, tre rimorchiate, una carrozza bagagliaio e un carro merci, forniti dalla Grazer Waggonfabrik. Le elettromotrici erano del tipo a due assi, come le rimorchiate disponevano di 18 posti a sedere, ed erano dotate ciascuna di due motori Siemens & Schuckert da 22 kW. In seguito furono acquistate altre due elettromotrici.